# 吉野橋 (中村川)
吉野橋（よしのばし）は、神奈川県横浜市南区の中村川に架かる、鎌倉街道（神奈川県道21号横浜鎌倉線）の橋である。

## 歴史
大岡川と中村川との分流点近くに位置し、上下各2車線の鎌倉街道を通す。鎌倉街道の地下には横浜市営地下鉄ブルーライン、中村川の直上には首都高速神奈川3号狩場線の高架橋が通る。左岸は南区吉野町五丁目、右岸は同宮元町一丁目となる。
関東大震災の復興事業として1926年（大正15年）に架けられたものであり、両岸寄りのコンクリート製のアーチ状の橋台と中央の鋼製桁橋を組み合わせた「復興式」と称する構造となっている。橋の建設が決まった時点では、まだ吉野町の町名はなく、復興局は「新葭谷橋」の名称を提示。市側は、吉田新田の用水路の取水堰があり、堰大明神が祭られていたことから「元堰橋」の名称を希望した。本橋所在地の新町名案が芳野町、葭谷町を経て吉野町に決まり、地元住民は「吉野橋」の名称を希望。最終的に、これが橋名に採用された。横浜市電は下流側の共進橋を渡り横浜勧業共進会会場（現在の横浜市立共進中学校）を目指していたが、弘明寺への延伸が決まると、本橋を渡る経路に変更され、昭和40年代まで運行された。1991年（平成3年）には、同じ中村川の西之橋、浦舟水道橋とともにかながわの橋100選に選定された。また、2019年3月26日には、横浜市認定歴史的建造物に認定された。

## 隣接する橋
- 中村川

（大岡川からの分流点） - 葭谷橋 - 吉野橋 - 共進橋 - （下流側）